# 马克斯·赫斯 (田径运动员)
马克斯·赫斯（德語：Max Heß，1996年7月13日—），德国男子田径运动员，2016年世界室内田径锦标赛男子三级跳远银牌得主、2016年欧洲田径锦标赛男子三级跳远金牌得主。